# Ridley (Kent)
Pour les articles homonymes, voir Ridley.
Ridley est un village du Kent, en Angleterre.